# 阿恩特-艾斯特尔特合成
阿恩特－艾斯特尔特合成（Arndt-Eistert合成）是一类羧酸的同系化反应，是一种非常有用的增长羧酸碳链的合成方法。阿恩特－艾斯特尔特合成是用德国化学家弗里茨·阿恩特（Fritz Arndt，1885年－1969年）和贝恩德米·艾斯特尔特（Bernd Eistert，1902年－1978年）两人的名字命名的一个人名反应。

## 过程
1. 羧酸（Ⅰ）先转变成酰氯（Ⅱ），再与重氮甲烷反应生成重氮酮（Ⅲ）；
2. 重氮酮（Ⅲ）在紫外线照射下或在银（Ag）、氧化铜（CuO）等催化或加热（180~190℃）时即放出氮气，生成酰基卡宾，再重排生成烯酮（Ⅳ）；
3. 烯酮（Ⅳ）与水、醇、氨或胺作用生成相应的高一级羧酸（Ⅴ，R' = H、烃基）、酯（Ⅴ，R' = 烃基）、酰胺（Ⅵ，R' = H、烃基）[4]。

- 反应过程中R的构型保持不变。

## 应用
由羧酸合成多一个碳原子羧酸及其衍生物的方法。

## 相关反应
此过程中的重排反应又称作沃尔夫重排（Wolff rearrangement）。